# Richard Biggs
Richard James Biggs II, más conocido como Richard Biggs, (Columbus, Ohio, Estados Unidos, 18 de marzo de 1960 – Burbank, California, Estados Unidos, 22 de mayo de 2004) fue un actor de televisión y teatro estadounidense, conocido por sus actuaciones en las series de televisión Days of Our Lives y Babilonia 5.

## Primeros años
Nació en Columbus, Ohio, Biggs asistió a la Universidad del Sur de California con beca, estudiando teatro. Él brevemente enseñó en una preparatoria de Los Ángeles antes de obtener su primer papel importante de televisión, la del Dr. Marcus Hunter en la telenovela Days of Our Lives.
Biggs estuvo diagnosticado con problemas de oído cuándo tenía 13 años, era parcialmente sordo en una oreja y completamente sordo en el otro. Frecuentemente usó su estatus de celebridad para recaudar dinero para la Academia Aliso, una escuela privada en Rancho Santa Margarita, California que atiende a niños sordos.

## Carrera
De 1987 a 1994, Biggs jugó el papel de Dr. Marcus Hunter en la obra de opera Days of Our Lives.
Él apareció como Dr. Stephen Franklin en la serie de ciencia ficción Babilonia 5 (1994–1998), repitiendo el papel en el episodio final del spin-off show, Cruzada ("Each Night I Dream of Home").
Después de que Babilonia 5,  él jugó papeles en Any Day Now y Strong Medicine, así como el papel recurrente de Clayton Boudreaux en la telenovela Guiding Light.
En los créditos escénicos de Biggs incluyen El Tempest, Cymbeline y La Doma de la Musaraña.
En el tiempo de su muerte, fue regular en la serie televisiva Strong Medicine; luego de su muerte, su personaje fue asesinado en un accidente de tránsito. Él también frecuentemente invitado estrella como científico local en Tremors: La Serie. La apariencia  de película final fue Interrumpimos Este Programa, un cortometraje que también presenta a Biggs Babilonia 5 el coestrella, Bruce Boxleitner, liberado como pieza compañero al remake del 2004 de Dawn of the Dead en DVD.  Su aparición televisivo final fue como invitado estrella en una serie de Nickelodeon Drake & Josh en 2004, titulado "Los Asadores de Gary" retratando un agente de FBI, el cual estuvo dedicado a su memoria.

## Premios
- 1993 Premio Soap Opera Digest por Supporting Actor[10]

## Vida personal
Se casó con Lori Gebers en 1 de agosto de 1998. Tuvieron dos hijos, Richard James III y Hunter Lee.

### Muerte
Biggs colapsó en su casa en Los Ángeles, y falleció en el Centro Médico Santo de Providencia Joseph derivado a complicaciones tras sufrir una disección aórtica el 22 de mayo de 2004.

## Filmografía

### Cine
| Año  | Título               | Función         | Notas |
| ---- | -------------------- | --------------- | ----- |
| 1987 | Paseo Como un Hombre | Agente vendedor |       |
| 1988 | 70 minutos para huir | Brian Jones     |       |
| 2001 | Ablaze               | Garrison        |       |

### Televisión
| Año       | Título       | Función              | Notas                          |
| --------- | ------------ | -------------------- | ------------------------------ |
| 1994–1998 | Babylon 5    | Dr. Stephen Franklin |                                |
| 2004      | Drake & Josh | Agente de FBI        | Episodio: Los asadores de Gary |